# Los Últimos Zares
The Last Czars (Los Últimos Zares en España e Hispanoamérica) es una serie de televisión de Netflix de formato docudrama, estrenada el 3 de julio de 2019 y dirigida por Adrian J. McDowall.

## Sinopsis
La trama gira en torno a la familia Románov, la última Familia Imperial de Rusia, que reinó hasta que la Revolución Bolchevique finalmente depuso en 1917 al último zar, Nicolás II. Es parte documental, parte drama, que comienza con el ascenso de Nicolás II al trono, el estallido de la revolución rusa y termina con su eventual abdicación.

## Reparto
- Robert Jack como Nicolás II de Rusia (Nico)
- Susanna Herbert como Alejandra Fiódorovna Románova (Alix)
- Ben Cartwright como Grigori Rasputín
- Oliver Dimsdale como Pierre Gilliard
- Bernice Stegers como María Fiódorovna Románova
- Steffan Boje como Dr. Schmidt
- Indre Patkauskaite como Anna Anderson
- Elsie Bennett como Isabel Fiódorovna Románova (Ella)
- Jurga Seduikyte como Militsa
- Duncan Pow como Yákov Yurovski
- Karina Stungyte como Anastasia de Montenegro (Stana)
- Milda Noreikaite como Militza de Montenegro (Shura)
- Michelle Bonnard como Praskovya
- Gavin Mitchell como Sergio Aleksándrovich Románov
- Karolina Elzbieta Mikolajunaite como Olga Nikoláyevna Románova
- Aina Norgilaite como Tatiana Nikoláyevna
- Gabija Pazusyte como Anastasia Nikoláyevna
- Digna Kulionyte como María Nikolàyevna Románova
- Oscar Mowdy como Alekséi Nikoláyevich Románov

## Lanzamiento
La serie fue lanzada el 3 de julio de 2019 en la plataforma de Netflix.

### Respuesta crítica
En el sitio web de revisiones Rotten Tomatoes, la serie tiene una calificación del 60% con una calificación promedio de 6/10, basada en 10 revisiones.